# Esetidina
L'esetidina è un composto chimico di formula C21H45N3 che a temperatura ambiente si presenta in forma liquida.

## Storia
L'esetidina viene utilizzata come antisettico del cavo orale da oltre 50 anni.

## Caratteristiche strutturali e fisiche
L'esetidina viene classificata come composto eterociclico organoazotato la cui massa monoisotopica è pari a 339,361348455 g/mol. Il composto presenta un anello eterociclico formato da quattro atomi di carbonio e due di azoto. La sezione d'urto è pari a 194,17 Å².
Sono presenti un donatore e tre accettori di legami a idrogeno, ovvero 12 legami attorno a cui la molecola può ruotare. L'area superficiale libera è pari a 32,5 Å², ovvero sono presenti 24 atomi pesanti e due elementi stereogenici. Infine l'esetidina solidifica a 70°C.
L'esetidina ha una buona stabilità termica.

## Reattività e caratteristiche chimiche
La sostanza è solubile in etere, metanolo, benzene, acetone, etanolo, n-esano e cloroformio.

## Farmacologia e tossicologia

### Farmacocinetica
Data la natura cationica del composto, questo viene assorbito dalle mucose e dalla placca batterica dopo somministrazione orale e non viene facilmente rimosso. Studi dimostrano che il composto permane nei tessuti della mucosa alle 8 alle 10 ore, arrivando fino ad un massimo di 65 ore.

### Farmacodinamica
Il meccanismo d'azione è riconducibile all'attività competitiva nei confronti della tiamina, un fattore di crescita indispensabile per i microorganismi, inoltre vi sono evidenze che inibisca il metabolismo dei carboidrati.

### Effetti del composto e usi clinici
Il composto ha un ampio spettro d'azione essendo utilizzato in caso d'infezioni da batteri Gram positivi, batteri Gram negativi, funghi e parassiti. In concentrazioni tra 5 e 15 mg/L e 100-150 mg/L esercita un effetto batteriostatico rispettivamente sui batteri Gram-positivi e Gram-negativi, mentre a concentrazioni più elevate diventa battericida. A concentrazioni terapeutiche dello 0,1% l'esetidina uccide batteri come P. vulgaris, S. aureus, K. pneumonie in meno di un minuto.
L'esetidina è utilizzata come antisettico topico per la disinfezione e il trattamento d'infezioni batteriche, fungine e da lieviti della mucosa orale e vaginale. Viene particolarmente utilizzata in formulazioni orali quali collutori per il trattamento di faringite streptococcica, tonsillite, faringite, laringite, gengivite, Mughetto e Stomatite di Vincent. L'esetidina ha dimostrato anche attività antinfiammatoria ed è perciò anche utile come anti-essudante in tutte le affezioni del cavo orale con componente infiammatoria.
In medicina veterinaria il composto trova applicazione a basse concentrazioni (0,1%) in shampoo a uso topico per cavalli, ovvero come disinfettante per le mammelle degli animali

### Tossicologia
Sulla base dei dati relativi alla DL50, il composto è considerato a bassa tossicità per l'uomo.

### Controindicazioni ed effetti collaterali
A parte una lieve irritazione delle mucose non sono riportati altri effetti collaterali del composto nell'uomo.

### Interazioni
Il composto può interagire con:
- acenocumarolo
- dicumarolo
- fluindione
- fenindione
- fenprocumone
- warfarin